# 毛萼凤仙花
毛萼凤仙花（学名：Impatiens trichosepala）为凤仙花科凤仙花属下的一个种。

## 扩展阅读
維基物種上的相關：毛萼凤仙花